# نورمان باس
نورمان باس (بالإنجليزية: Norm Bass) هو لاعب كرة قدم أمريكية أمريكي، ولد في 21 يناير 1939 في لاوريل في الولايات المتحدة.

## وصلات خارجية
- نورمان باس على موقعبيزبول رفرنس.كوم (الدوري الرئيسي) (الإنجليزية)
- نورمان باس على موقعبيزبول رفرنس.كوم (الدوري الثانوي) (الإنجليزية)
- نورمان باس على موقع مرجع كرة القدم المحترفة.كوم (الإنجليزية)
- نورمان باس على موقع Paralympic.org (الإنجليزية)